# وویچیخ رودی
وویچخ رودی ((به لهستانی: Wojciech Rudy)؛ زادهٔ ۲۴ اکتبر ۱۹۵۲) بازیکن فوتبال اهل لهستان بود.
وی به‌همراه تیم ملی فوتبال لهستان به مقام نایب قهرمانی بازی‌های المپیک تابستانی ۱۹۷۶ رسیده‌است.